# John F. Ruggles
John Frank Ruggles (* 7. November 1908 in Lyndonville, Caledonia County, Vermont; † 15. Januar 1999 in Phoenix, Maricopa County, Arizona) war ein Generalmajor der United States Army. Er war unter anderem Kommandeur der 1. Infanteriedivision.
John Ruggles war ein Sohn von Albert Ellsworth Ruggles (1867–1938) und dessen Frau Agnes Lunette Hinds (1873–1956). Er besuchte die öffentlichen Schulen seiner Heimat einschließlich der High School. In den Jahren 1927 bis 1931 durchlief er die United States Military Academy in West Point. Nach seiner Graduation wurde er als Leutnant der Infanterie zugeteilt. In der Armee durchlief er anschließend alle Offiziersränge vom Leutnant bis zum Zwei-Sterne-General.
Im Lauf seiner militärischen Karriere absolvierte Ruggles verschiedene Kurse und Schulungen. Dazu gehörten unter anderem die Infantry School, das Command and General Staff College und das United States Army War College.
In seinen jüngeren Jahren absolvierte er den für Offiziere in den niederen Rangstufen üblichen Dienst in verschiedenen Einheiten und Standorten. In den Jahren 1935 bis 1937 war er auf den Philippinen stationiert, wo er dem 31. Infanterieregiment angehörte und in den Jahren 1939 bis 1942 war er am Panamakanal tätig. In diese Zeit fiel der amerikanische Eintritt in den Zweiten Weltkrieg.
Nach seiner Rückkehr aus Panama wurde er zur 4. Infanteriedivision in Fort Benning, dem heutigen Fort Moore, versetzt. In der Folge nahm er mit seiner Einheit an umfangreichen Manövern zur Vorbereitung auf einen Kriegseinsatz teil. Am 18. Januar 1944 wurde die Division nach Großbritannien verlegt, um sich auf die geplante Landung der Alliierten in der Normandie vorzubereiten. In der Folge nahm Ruggles mit seiner Division an diesem Landungsunternehmen teil. Danach drang die Division nach Osten vor und erreichte im August 1944 Paris, ehe sie weiter in Richtung Deutschland marschierte und dort weit in das Landesinnere vordrang. Dabei kam es zu schweren Gefechten, wozu auch die Abwehr der deutschen Ardennenoffensive gehörte. Anfang 1945 übernahm Ruggles das Kommando über das 22. Infanterieregiment, mit dem er den Rhein überquerte und bis nach Bayern vordrang.
In den Jahren nach dem Zweiten Weltkrieg absolvierte John Ruggles das Command and General Staff College in Fort Leavenworth und das Army War College. Zudem erfüllte er einige Aufgaben als Stabsoffizier im Armeehauptquartier in Washington, D.C. Am Koreakrieg nahm er nicht aktiv teil. Im Jahr 1955 wurde er nach Alaska versetzt, wo er das Kommando über die Einheit 4th Regimental Combat Command übernahm, die auf der Ladd Air Force Base bei Fairbanks ansässig war. Ein Jahr später wurde er stellvertretender Kommandeur der US-Infanterie in Alaska. Gleichzeitig kommandierte er das dortige Yukon Command.
Im Februar 1957 war Ruggles für einige Wochen als Brigadegeneral kommissarischer Kommandeur der 2. Infanteriedivision und im März 1957 wurde er stellvertretender Kommandeur des Infantry Centers in Fort Benning. Von 1959 bis 1961 war er im Vietnamkrieg eingesetzt. Dort gehörte er dem Stab des amerikanischen Hauptquartiers an. Seine Aufgabe bestand darin,  die Ausbildung des südvietnamesischen Militärs zu überwachen. Dabei war er die meiste Zeit auf Inspektionsreisen.
Nach seiner Rückkehr aus Vietnam erhielt er das Kommando über die 1. Infanteriedivision in Fort Riley, das er zwischen August 1961 und Januar 1963 innehatte. Danach wurde er zum Stab des Verteidigungsministeriums versetzt, wo er bis 1966 verblieb. Anschließend schied er aus dem aktiven Militärdienst aus.
Nach seiner Pensionierung lebte John Ruggles zunächst in Fairfax in Virginia. Im Jahr 1972 zog er mit seiner Familie nach Phoenix in Arizona, wo er am 15. Januar 1999 verstarb. Er wurde auf dem dortigen Greenwood Memory Lawn Cemetery beigesetzt.

## Orden und Auszeichnungen
John Ruggles erhielt im Lauf seiner militärischen Laufbahn unter anderem folgende Auszeichnungen:
- Army Distinguished Service Medal
- Silver Star
- Legion of Merit
- Bronze Star Medal
- Purple Heart
- Orden der Ehrenlegion (Frankreich)
- Kriegskreuz (Frankreich)